# Кутырёв, Владимир Александрович
Влади́мир Алекса́ндрович Кутырёв (24 сентября 1943, д. Высокая, Чкаловский район, Горьковская область, СССР  — 4 октября 2022, Нижний Новгород, Россия) — советский и российский философ, специалист по методологии социального познания, философским проблемам техники и экологии. Доктор философских наук, профессор.

## Биография
Родился 24 сентября 1943 г. в д. Высокая Чкаловского района Нижегородской области.
После окончания семилетней школы и Заволжского строительного техникума с 1962 по 1965 г. служил в Советской армии.
С 1965 по 1970 г. учился на философском факультете МГУ имени М. В. Ломоносова, после окончания которого, с 1970 по 1972 г. второй раз был призван в армию офицером.
В 1972—1975 годах учился в аспирантуре философского факультета МГУ имени М. В. Ломоносова, где затем защитил диссертацию на соискание учёной степени кандидата философских наук по теме «Методологические проблемы становления общественно-экономических формаций» (Специальность 09.00.01 — диалектический и исторический материализм)..
В 1975—1979 годах — старший преподаватель, затем — доцент Костромского государственного педагогического института имени Н. А. Некрасова.
В 1979—1991 годах — доцент кафедры философии Горьковской высшей партийной школы.
С 1986 по 1988 учился в докторантуре Академии общественных наук при ЦК КПСС, где защитил диссертацию на соискание учёной степени доктора философских наук по теме «Комплексное взаимодействие общенаучных методов в социальном познании» (Специальность 09.00.01 — диалектический и исторический материализм). Официальные оппоненты — доктор философских наук, профессор В. Ж. Келле, доктор философских наук, профессор А. Н. Кочергин и доктор философских наук, профессор М. А. Селезнёв. Ведущая организация — Институт философии АН СССР.
В 1991—2003 годах — профессор Нижегородского государственного архитектурно-строительного университета.
С марта 2003 года — профессор кафедры истории, методологии и философии науки факультета социальных наук Нижегородского государственного университета имени Н. И. Лобачевского.
Вел курсы по социальной философии, философии культуры, методологии и философии науки, социально-гуманитарному познанию. Под руководством В. А. Кутырёва защищено 16 кандидатских и 5 докторских диссертаций.
Был председателем Нижегородского общегородского семинара по философии, членом бюро Нижегородского отделения Российского философского общества.
Был членом редакционных коллегий научных журналов «Философия хозяйства», «Философия и право», «The Digital Scholar: Philosopher`s Lab / Цифровой ученый: лаборатория философа», «Вестник Вятского государственного университета». Советник редакции американского биографического института (ABI).
В 2000—2002 гг. — председатель диссертационного совета по культурологии (кандидатского) при Нижегородском государственном архитектурно-строительном университете. Являлся заместителем председателя диссертационного совета по философии при ННГУ имени Н. И. Лобачевского, членом диссертационного совета по политологии и международным отношениям ННГУ, член диссертационного совета по философии при НГПИ.
Был членом Академии гуманитарных наук, Академии философии хозяйства, членом-корреспондентом Международной Славянской академии науки, образования, искусств и культуры.
Входил в Список «100 самых цитируемых авторов по философии». Индекс Хирша — 25.
Дважды лауреат премии Нижнего Новгорода. Награжден серебряной медалью С. Н. Булгакова Философско-экономическим Учёным Собранием МГУ им. М.В. Ломоносова

## Научная деятельность
В научных трудах профессора В. А. Кутырева развивалась идея о том, что общей причиной современного цивилизационного кризиса стало обострение противоречия между естественной и искусственной формами существования человека и возникновение на планете постчеловеческой реальности. Возникли новые миры (микро-, мега-, нано-, вирту-), в которых человек может действовать, но как целостное существо жить не может.
Предложил следующие понятия:
- Трансмодернизм
- Время Mortido
- Интеллагент
- Трансианство
- Философия сопротивления
- Структурно-лингвистическая катастрофа
- Унесенные прогрессом
- Закат сознания
- Прельщение бессмертием
- Деградация в новое
- Человек как традиция
- Красная книга человека
- Техногенный тоталитаризм
- Светобесие
- Диалектика света
- Ком-мутация
- Небытие по-научному
- Так продлимся… (эмблема завершения многих статей)

Выступал на трёх (Москва, Стамбул, Афины) и печатался в материалах четырёх Всемирных конгрессов по философии.
В 2009 году Владимир Кутырёв награждён серебряной медалью С. Н. Булгакова, учреждённой МГУ им. М. В. Ломоносова, «За оригинальный вклад в русскую философию и современное мировоззрение».
Автор более 450 научных работ разного уровня, в том числе статьи в ведущих научных журналах по философии «Вопросы философии» (14), «Вестник Московского государственного университета. Серия „Философия“» (4), «Социологические исследования» (2), «Личность. Культура. Общество» (1), Человек (10), «Общественные науки и современность» (6), «Природа» (3), «Философский журнал» (1), а также в литературном журнале «Москва» (5), лондонском журнале «Temenos» (1) и др. Среди публикаций В. А. Кутырёва есть переведённые и оригинальные публикации на русском, английском, болгарском, чешском, словацком и вьетнамском языках. Издано 14 монографий, из которых наиболее известны Разум против человека. М., ЧеРо, 1999; Философия постмодернизма. Н.Новг., ВВАГС, 2006; Бытие или Ничто. СПб., «Алетейя», 2010. Время Mortido 2012, Последнее целование. Человек как традиция «015, Унесенные прогрессом: Эсхатология жизни в техногенном мире. 2016.

## Научные труды

### Монографии
- Кутырёв В. А. Философские проблемы комплексности. М.: „Знание“, 1987.
- Кутырёв В. А. Современное социальное познание. М.: „Мысль“, 1988
- Кутырёв В. А. Социализм: между прошлым и будущим (на чешск. и словацк. яз). М.: „Новости“, 1990.
- Кутырёв В. А. Естественное и искусственное: борьба миров. Нижний Новгород», 1994.
- Кутырёв В. А. Разум против человека (философия выживания в эпоху постмодернизма). М., 1999
- Кутырёв В. А. Культура и технология: борьба миров. М.: «Прогресс-Традиция», 2001.
- Кутырёв В. А. Философия постмодернизма. Нижний Новгород: Изд-во ВВАГС, 2006.
- Кутырёв В. А. Философский образ нашего времени (безжизненные миры постчеловечества). Смоленск: Изд-во СмолГПИ, 2006.
- Кутырёв В. А. Человеческое и иное: борьба миров. СПб.: «Алетейя», 2008.
- Кутырёв В. А. Бытие или Ничто. СПб.: «Алетейя». 2010.
- Кутырёв В. А. Философия трансгуманизма: Учебно-методическое пособие. — Нижний Новгород: Нижегородский университет, 2010. — 85 с.
- Кутырёв В. А. Философия трансгуманизма. Против постчеловеческой технологизации мира. Саарбрюкен: Изд-во Ламберт. 2011. 84 с.
- Кутырёв В. А. Время Mortido. СПб.: «Алетейя», 2012. — 336 с. — (Тела мысли).
- Кутырёв В. А. Последнее целование. Человек как традиция. СПб: «Алетейя», 2015. — 312 с. — (Серия «Тела мысли»). ISBN 978-5-9905768-9-6 (копия)
- Кутырёв В. А. Унесенные прогрессом: Эсхатология жизни в техногенном мире. — СПб.: Алетейя, 2016. — 300 с. — (Тела мысли). — ISBN 978-5-906860-01-9.
- Кутырев В.А. Сова Минервы вылетает в сумерки. Избранные философские тексты XXI века. — СПб.: Алетейя, 2018. — 526 с. — ISBN 978-5-906980-89-2.
- Кутырев В.А., Слюсарев В.В., Хусяинов Т.М. Человечество и технос: философия коэволюции. – СПб.: Алетейя, 2020. – 260 с.  – (Тела мысли) – ISBN 978-5-00165-139-0
- Кутырев В. А. Чело-век технологий, цивилизация фальшизма / В. А. Кутырев. – СПб.: Алетейя, 2022 – 288 с. – (Тела мысли).

### Статьи
на русском языке
- Кутырёв В. А. Взаимодействие системного и исторического методов в социальном познании. // Вестник Московского государственного университета. Сер. «Философия». 1979. № 3. С.10-23.
- Кутырёв В. А. О способах теоретического моделирования реальности (опыт методологического анализа текущей практики социального познания) // Вестник Московского государственного университета. Сер. «Философия». 1984. № 4. С. 67-77.
- Кутырёв В. А. Комплекс как явление и понятие. // Вестник Московского государственного университета. Сер. «Философия». 1985. № 4. С. 31-41.
- Кутырёв В. А. Универсальный эволюционизм или коэволюция? // Природа. 1988. № 4.
- Кутырёв В. А. Человек в «постчеловеческом мире»: проблема выживания // Общественные науки. 1989. № 5
- Кутырёв В. А. К положению человека в «постчеловеческом» мире // Ежегодник философского общества СССР 1987—1988. — М.: Наука, 1989. С. 156—169.
- Кутырёв В. А. Структура и субстрат: в защиту вещно-событийной реальности. // Вестник Московского государственного университета. Сер. «Философия» 1990. № 5.
- Кутырёв В. А. Утопическое и реальное в учении о ноосфере // Природа. 1990. № 11.
- Кутырёв В. А. Познать нельзя помиловать // Человек, 1993, № 1
- Кутырёв В. А. Осторожно, творчество! // Вопросы философии, 1994, № 7-8
- Кутырев В. А. Миф для России // Международный славянско-евразийский конгресс. Нижний Новгород, 1994. С. 169-170.
- Кутырёв В. А. Дух нашего времени (Философские этюды) // Общественные науки и современность. 1996. № 4. С. 133—140.
- Кутырёв В. А. Есть ли ансамбль отношений? // Социологические исследования. 1999. № 12. С. 16-23.
- Кутырёв В. А. Культура в объятиях культурологии // Человек, 1998, № 5;
- Кутырёв В. А. Два Сороса // Общественные науки и современность. 2000. № 3. С. 188—189.
- Кутырёв В. А. Оправдание бытия (явление нигитологии и его критика) // Вопросы философии, 2000, № 5
- Кутырёв В. А. Всемирно-историческое значение Октябрьской (1993 г.) демократической (контр)революции в России // Свободная мысль, 2000, № 9
- Кутырёв В. А. Культурологический смысл глобализма // Вестник РФО, 2000, № 4.
- Кутырёв В. А. Человек в XXI веке: уходящая натура // Человек, 2001, № 1
- Кутырёв В. А. Духовность, экономизм и «после»: драма взаимодейстрвия // Вопросы философии, 2001, № 8.
- Кутырев В. А. Философия иного, или Небытийный смысл трансмодернизма // Вопросы философии. 2005. № 7. С. 21-33.
- Кутырёв В. А. Почему наша(у) цивилизация(ю) не любит мудрость? // Вестник Российского философского общества, 2007, № 3. С. 96-101
- Кутырёв В. А. Крик о небытии (Основной вопрос философии XX-XXI века) // Вопросы философии, 2007, № 2.
- Кутырёв В. А. Как и куда сдвигается гуманитарная парадигма? // Философия и культура, 2010.
- Кутырёв В. А. Модернизация: против бездумного инновационизма, за контролируемое развитие // Философия хозяйства, 2011, № 2.
- Кутырёв В. А. О союзе религии с философией против свободы технонауки // Вестник славянских культур, 2011, № 1.
- Кутырёв В. А. Величи(на)е и коварство феноменологической идеи Гуссерля (философско-исторические предпосылки информационного когнитивизма) // Философия и культура, 2011, № 5. (копия 1, копия 2)
- Кутырёв В. А. Об идейных основаниях современного терроризма в мире и России // Политика и общество, 2011, № 5.
- Кутырёв В. А. Время Mortido (ч. 1). // Вопросы философии. 2011. № 7.
- Кутырёв В. А. Наша цивилизация в эпоху трансмодерна // Философия и культура. 2011. № 12. (копия)
- Кутырёв В. А. Последнее искушение человека // Человек и его будущее. Новые технологии и возможности человека. М., URSS. 2012 С. 58-71.
- Кутырёв В. А. Читать Деррида… Забыть Дерриду! // Вопросы философии, 2013, № 9 (с сокращением). (копия)
- Нилогов А. С., Кутырёв В. А. Надо ли людям «улучшать человека»? (Беседа А. С. Нилогова с В. А. Кутырёвым по книге "Время MORTIDO ") // Философия хозяйства. 2014. № 1 (91). С. 244—259.
- Кутырёв В. А. Философия всегда, философия везде // Личность. Культура. Общество. 2014. Т. XVI. № 1-2 (81-82). С. 276—284.
- Кутырёв В. А. Здравствуйте, зомби! // Вестник Российского философского общества. 2015. № 1.
- Кутырёв В. А. Глобальный челове(йни)к: превращение в технос // Философия хозяйства. 2015. № 6. С. 247—258.
- Кутырёв В. А. Постчеловеческая революция как результат технологизации человеческого мира // Наука. Мысль. — 2017. — № 1-3. — С. 45-49.
- Кутырёв В. А. Они идут... встречайте! (об антропологической инволюции техногенной цивилизации) // Философия хозяйства. 2018. № 1 (115). С. 218–226.
- Кутырёв В. А., Нилогов А. С. Технологии переступают через человека... но люди боятся знать об этом // Философия хозяйства. 2018. № 5 (119). С. 237–250.
- Кутырев В.А. Преодоление когнитивности как условие сохранения жизненного мира человека (к философии феноменологического субстанциализма // История и философия науки в эпоху перемен: сборник научных статей / Научн. ред. и сост. И.Т. Касавина, Т.Д. Соколовой, В.А. Лекторского, Е.О. Труфановой, В.А. Мазилова, В.Ф. Петренко: В 6 томах. Т. 3. . – Москва: Изд-во «Русское общество истории и философии наук», 2018. С. 18-21.
- Кутырев В.А. Российская нация: условия возможности // Вопросы культурологии. 2018. № 11. С. 15-19.
- Кутырев В.А. О взаимодействии света и тьмы в технонаучной реальности // Философский журнал / Philosophy Journal. 2019. Т. 12. № 4. С. 85‒99.
- Кутырев В.А., Слюсарев В.В., Хусяинов Т.М. Я антропоконсерватор: хочу остаться человеком…как можно дольше // Философская мысль. – 2019. – № 4. – С. 50 - 61. DOI: 10.25136/2409-8728.2019.4.29525
- Кутырев В.А. О судьбе управления и права в цифровом обществе // Юридическая наука и практика: Вестник Нижегородской академии МВД России. 2019. № 1 (45). С. 278-281.
- Кутырёв В. А. Левый консерватизм как философия сопротивления техногенной деградации человечества (Михаил Лифшиц и конец классической марксистской философии – по итогам празднования 200-летия со дня рождения К. Маркса) // Философия хозяйства. 2019. № 1 (121). С. 95–110.
- Кутырев В.А. Если положение безнадежно, надо делать все, чтобы его изменить // Журнал "Нижний Новгород" Научная публицистика. № 2020. Т. 4. 2020. С. 178-193.
- Кутырев В.А. Знание как сила, сверхсила и бессилие ( К 400 - летию создания Ф. Бэконом "Нового Органона" // Философия хозяйства. № 2020 № 5. Т. № 5. 2020. С. 157-172.
- Кутырев В.А. Интимные технологии как высшая форма самоуни(что)жения человека // ВЕСТНИК РОССИЙСКОГО ФИЛОСОФСКОГО ОБЩЕСТВА. № 1-2 (89-90). 2020. С. 142-148.
- Кутырев В.А. О проблеме сохранения культурно-гуманистического измерения инновационного образования // Вопросы культурологии. 2020. № 5. С. 39-44.
- Кутырев В.А., Слюсарев В.В. Универсальный эволюционизм и конвергенция или полионтизм и коэволюция // Революция и эволюция: модели развития в науке. культуре, обществе: Труды II Всероссийской научной конференции / Под общей ред. И.Т. Касавина, А.М. Фейгельмана. Нижний Новгород: Красная ласточки. 2020. С. 147-149.
- Кутырев В.А. Трансцендентальная философия как (об)основание и слепое предвидение возникновения на Земле постчеловеческой интеллектуальной реальности // Наука как общественное благо: сборник тезисов / Научн. ред. и сост. Л.В. Шиповалова, И.Т. Касавин: В 7 томах. Т. 7. . – Москва: Изд-во «Русское общество истории и философии науки», 2020. – 68 с.
- Кутырев В.А. Науку и технологии — под контроль общества // Философия хозяйства. № 1, 2022. С. 113-126.

на других языках
- Progress or return to the Eternal? // Temenos Academy Rewiew, Spring 2000, № 3, London: Cambridge.
- Kutyrev V.A. Husserl’s transcendental phenomenology as a philosophical foresight of the information era // The Digital Scholar: Philosopher’s Lab. 2018. Vol. 1. Is. 1. pp. 115–128. DOI: 10.5840/dspl2018117
- Kutyrev V.A. Philosophy for and by Humans // Mikhail Sergeev, Alexander N. Chumakov, and Mary Theis (eds.). Russian Philosophy in the Twenty-First Century: An Anthology. Series: Contemporary Russian Philosophy, Volume: 349. Brill, 2020. pp. 248–264. DOI: 10.1163/9789004432543_027